# Abaque (calcul)
Pour les articles homonymes, voir Abaque et Abacus (homonymie).
Pour l'instrument graphique, voir nomogramme.

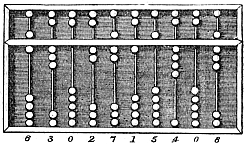
Abaque boulier : les unités sont placées en haut de la tige inférieure, les multiples de cinq en bas de la tige supérieure, le nombre se lit donc au milieu du boulier ; chaque colonne peut représenter les nombres de 0 à 15 pour le report des retenues par multiples de 5.

Un abaque (du latin abacus, lui-même du grec ancien ἄβαξ / ábax, signifiant « table à poussière », de l'hébreu אבק, avaq signifiant « poussière ») désigne tout instrument mécanique plan facilitant le calcul.

## Liste d'abaques
Dans la famille des abaques, on peut classer :
- l’abaque couvert de sable sur lequel on dessine : l’abaque grec ;
- l’abaque-compteur utilisant des galets ou des jetons : abaque égyptien ou romain ;
- l’abaque avec des boules coulissant sur des tiges : la grande famille des bouliers ;
- l’abaque formé d’un plateau et de réglettes mobiles, connu sous le nom de bâtons de Napier.

## Aperçu sur l’histoire des abaques
Dans l’histoire de la numération, l’écriture des nombres ne facilitait pas, en général, les calculs. Les géomètres et les comptables ont donc eu besoin d’instruments les aidant à calculer.

### Cailloux
Le moyen le plus simple consiste à utiliser des cailloux disposés sur le sol. En Abyssinie (ancien nom de l’Éthiopie) par exemple, il était d’usage pour les guerriers partant au combat de déposer un caillou sur un tas, caillou qu’il retirait en revenant du combat. Le nombre de cailloux non retirés permettait de déterminer le nombre de morts au combat. Ce moyen extrêmement simple possédait cependant ses limites. Il fallut compléter le dispositif.
Mais fort longtemps encore, l’unité de calcul fut le caillou ou le galet, calculus en latin (même lorsqu’on lui substituait des bâtonnets plus aisés à dessiner, ce qui conduira plus tard à l’invention des chiffres écrits). Ce terme latin est d’ailleurs à l’origine du mot calcul (encore utilisé dans son sens originel en médecine).

On voit donc se développer successivement ou simultanément plusieurs tables ou abaques : 

« Cet instrument était utilisé par des peuples très largement séparés comme les Étrusques, les Grecs, les Égyptiens, les Indiens, les Chinois et les Mexicains et l'on peut penser qu'il a été inventé indépendamment dans différents endroits,. »

Il apparaît difficile de déclarer une seule et unique civilisation comme l'ayant inventé de manière absolue.

### Sumer et Mésopotamie
La trace la plus ancienne semble être le mot « compter » en sumérien, dont la forme archaïque de la période d'Uruk est figurée par un idéogramme représentant une main sur un tableau, et le mot « total », représenté par deux cases juxtaposées. Ces exemples tirés d'annuaires de professions donnent aussi les outils de ces professions, dont le mot « tablette de bois » en relation avec les métiers de calcul. Le caractère figure aussi dans la constitution des mots de ces métiers, ce qui pourrait indiquer la forme de ces abaques, différentes des tablettes d'argile destinées, elles, à l'écriture de la numération mésopotamienne (numération sexagésimale base soixante avec base dix accessoire). Georges Ifrah propose une restitution de ces calculs : répartition des différents calculi dans les colonnes d'ordre correspondant, puis rassemblement ou divisions et remplacement en partant de l'ordre le plus faible avec rejet du dépassement (retenue) dans la colonne suivante.
Ces tablettes de bois auraient accueilli les calculi pour addition, soustraction, multiplication et division, et auraient été abandonnées plus tard avec les calculi transposés en caractères sur des tablettes d'argile.

### Abaque grec
Le mot abaque, chez les Grecs abax, -akos (tablettes servant à calculer) devient abacus chez les Romains.
Il était constitué d’une table recouverte de sable sur laquelle on dessinait à l’aide d’un stylet, les calculs pouvant être effacés au fur et à mesure en lissant avec la main.
De cet abaque originel à bâtons, naîtront les chiffres phéniciens, puis d’un côté les chiffres grecs et romains nés de l’adaptation à leur alphabet respectif des abaques améliorés par les phéniciens, et de l’autre côté les chiffres sémitiques assyriens puis indiens (qui noteront le zéro par un point), puis arabo-indiens (où le zéro devient un rond) et tardivement les chiffres arabo-européens modernes.
L’abaque gréco-phénicien est finalement assez semblable avec les systèmes de comptage à bâtons utilisés depuis toujours par ceux qui ne savent pas compter, ou souhaitent mesurer le temps à l’aide de bâtons qu’on n’efface pas, mais qu’on peut rayer, souligner, entourer… Ce système originel universellement connu est encore utilisé couramment aujourd’hui pour compter les points dans un jeu, car il est plus rapide et plus efficace que de rayer et réécrire tous les chiffres.

### Abaques chinois et japonais

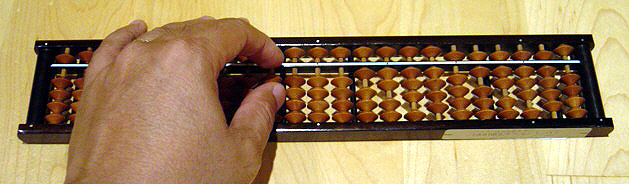
Soroban japonais.

Les Chinois et les Japonais font avec leurs abaques non seulement des opérations simples, mais même les extractions des racines carrées. L'inconvénient du procédé est que la vérification est impossible. Les Chinois utilisent historiquement des baguettes à calculer, puis un boulier à système biquinaire  le suanpan, tandis que les Japonais utilisent le soroban.

### Abaque romain

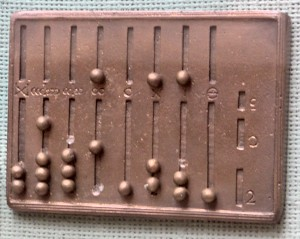
Reconstitution d’un abaque romain.

Il s’agit d’une table, partagée en plusieurs colonnes, chaque colonne représente une puissance de 10. On dispose d’autre part de galets que l’on dépose dans les colonnes de son choix.
Les Romains ne possédaient pas une écriture en numération décimale. Cependant, leur pratique de l’abaque montre qu’ils en possédaient le principe. Par la suite, l’abaque s’est enrichi de cases situées au-dessus de chaque colonne et représentant 5 unités de la puissance de 10 associée.
Le principe de l’addition et de la soustraction est simple à comprendre. Le transfert des retenues s’effectue en remplaçant les galets d’une colonne valant 10 par un galet de la colonne suivante (et réciproquement).
La multiplication était un peu plus compliquée. On pouvait au choix, additionner autant de fois qu’il le fallait le nombre de départ, ou bien utiliser la pratique de la duplication avec la méthode de multiplication égyptienne.

### Abaque romain portable
Jusqu’au Ier siècle, l’abaque était donc un meuble difficilement transportable. L’idée est alors venue de construire une plaquette métallique, de remplacer les colonnes par des rainures parallèles et de faire glisser dans ces rainures des boutons de même taille. On se rapproche alors du boulier.
On dispose ainsi d'un abaque portatif constitué de gauche à droite de sept colonnes de 4+1 boutons (4 unaires et 1 quinaire pour compter les as en base 10), d'une colonne de 5+1 boutons (5 unaires et 1 sénaire pour compter les onces, c'est-à-dire les douzièmes d'as) et d'une colonne de 4 boutons (pour les subdivisions de l'once).

### Gerbert d'Aurillac et la querelle abaciste contre algoriste

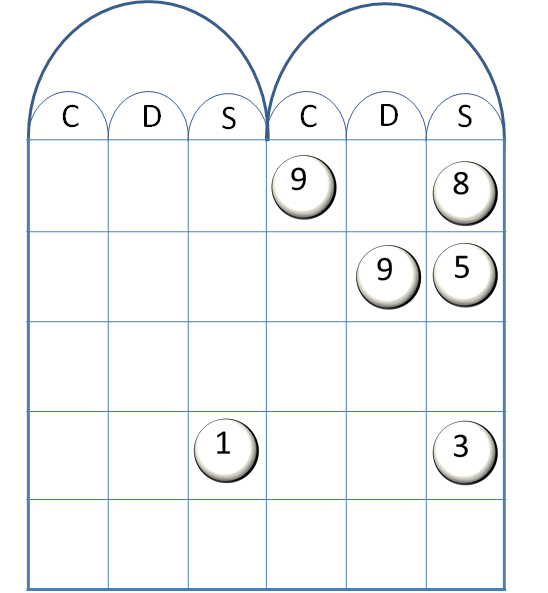
Modèle de l'addition 908+95 sur une partie de l'abaque de Gerbert (avec les chiffres modernes, non ceux de Gerbert).

Au Xe siècle, Gerbert d'Aurillac (qui deviendra plus tard le pape Sylvestre II) séjourna trois ans en Catalogne, à Vic, où ont été traduits des manuscrits arabes, et y fit probablement connaissance avec les chiffres arabes. De retour en Occident, il introduisit un nouvel abaque, une table avec des jetons marqués de chiffres (peut-être des chiffres arabes, mais c'est incertain). Cet abaque n'aura pas beaucoup de succès.
Lors des croisades (XIe - XIIIe siècle), l’Occident se familiarise bon gré mal gré avec le calcul algorithmique. Les clercs revenus des croisades avec le système d’écriture décimale furent les éléments moteurs de son installation en France. Les chiffres arabes et les calculs qu'ils rendent possibles sont décrits dans le Liber abaci de Léonard de Pise.
Le système de calcul par l’abaque — essentiellement les tables à jetons, en France — perdurera néanmoins jusqu’à la Révolution française. Il oppose ainsi les abacistes, favorables au calcul avec abaque, et les algoristes, développant les calculs algorithmiques décrits par les Arabes. On peut à ce sujet évoquer le titre anglais de chancelier de l'Échiquier pour le ministre des Finances en Angleterre, échiquier signifiant abaque, le calcul des impôts se faisant encore jusqu’au XVIIIe siècle à l’aide d’un abaque.
L'abaque disparaît après la Révolution, avec l'apparition du système métrique et du papier bon marché, ainsi que le développement de nouvelles méthodes, ne nécessitant plus de rayer les chiffres en cours de calcul, dans la méthode algorithmique.

### De la révolution française à nos jours
La numération décimale se répand pour tous les calculs mais montre ses limites et ses faiblesses pour les calculs un peu complexes. Il faut maintenant faire mieux. Pour effectuer plus simplement des produits, des quotients, calculer des sinus et des cosinus, on invente des tables numériques, puis des règles à calcul. Dans le milieu professionnel, les abaques ou tables de correspondances se multiplient. Mais le calcul à la main reste fastidieux. On cherche à l’automatiser. On rentre alors dans le calcul automatique que l’on date en général de l’invention de la Pascaline (Blaise Pascal, 1646).

## Galerie

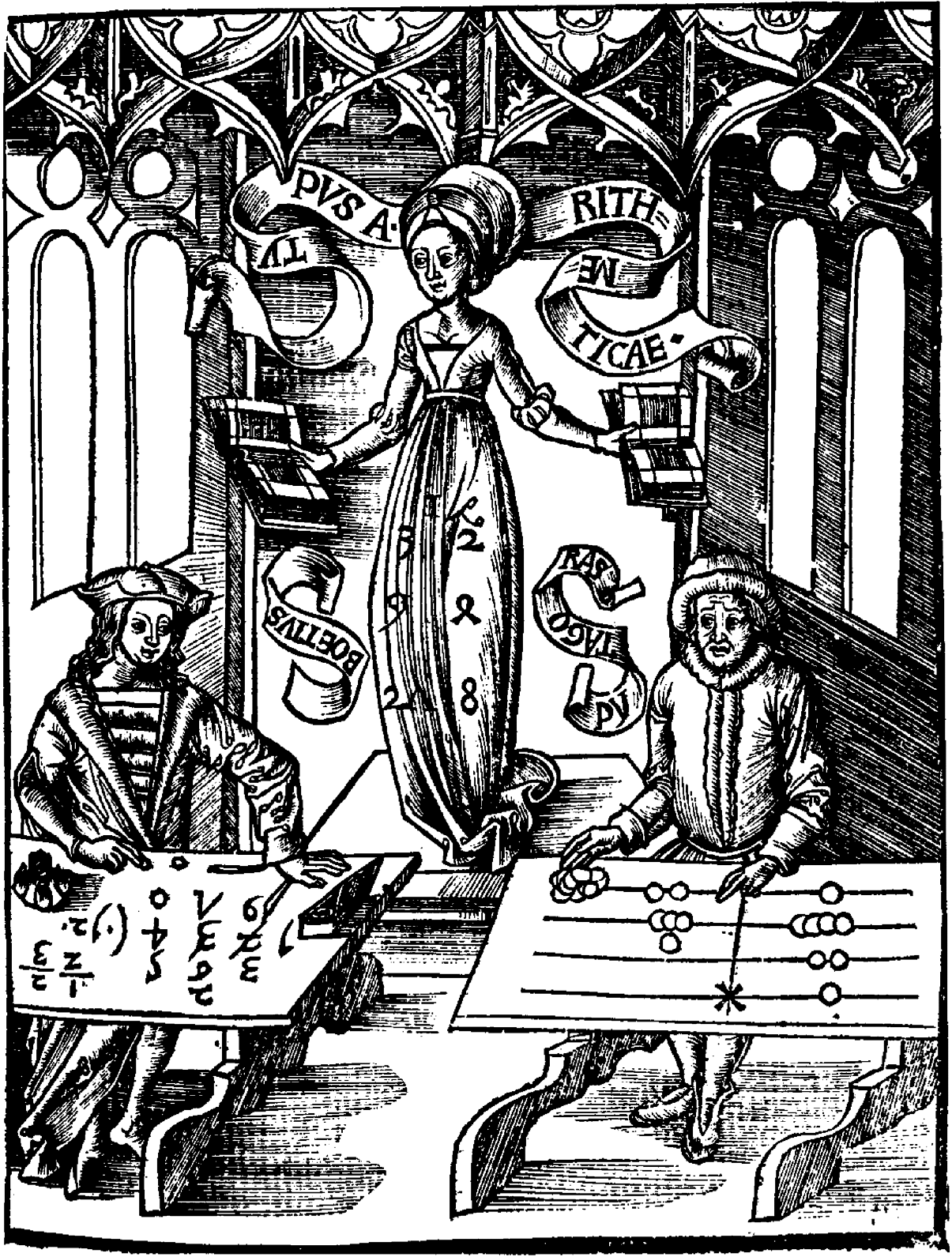
Margarita Philosophica de Gregor Reisch, gravure de l'édition de 1508.
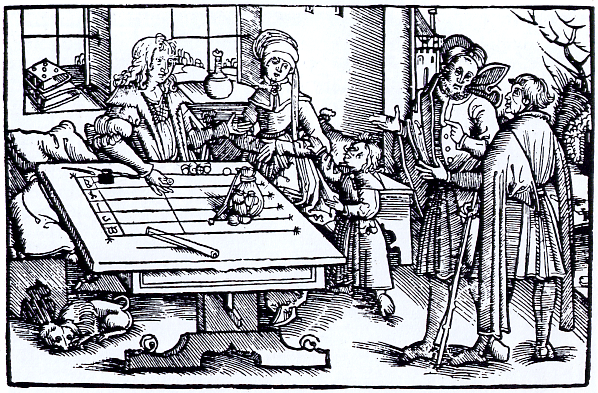
Abaque en bois, probablement à Strasbourg[réf. nécessaire].
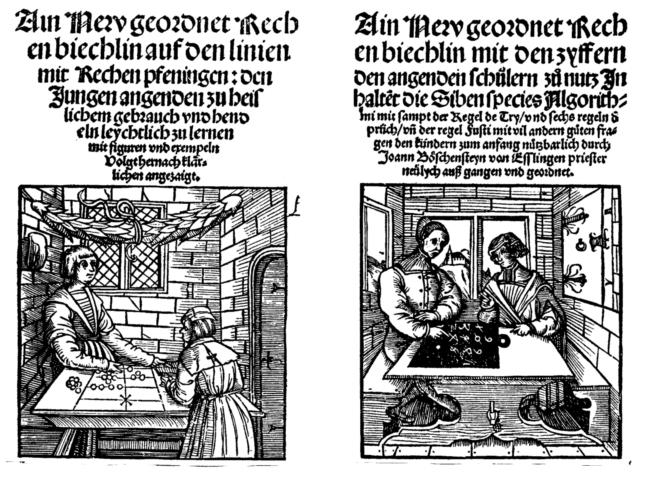
Les pages de titre des deux arithmétiques allemandes éditées la même année (1514) : celle de Köbel (de) (à gauche), et celle de Böschenteyn (de).
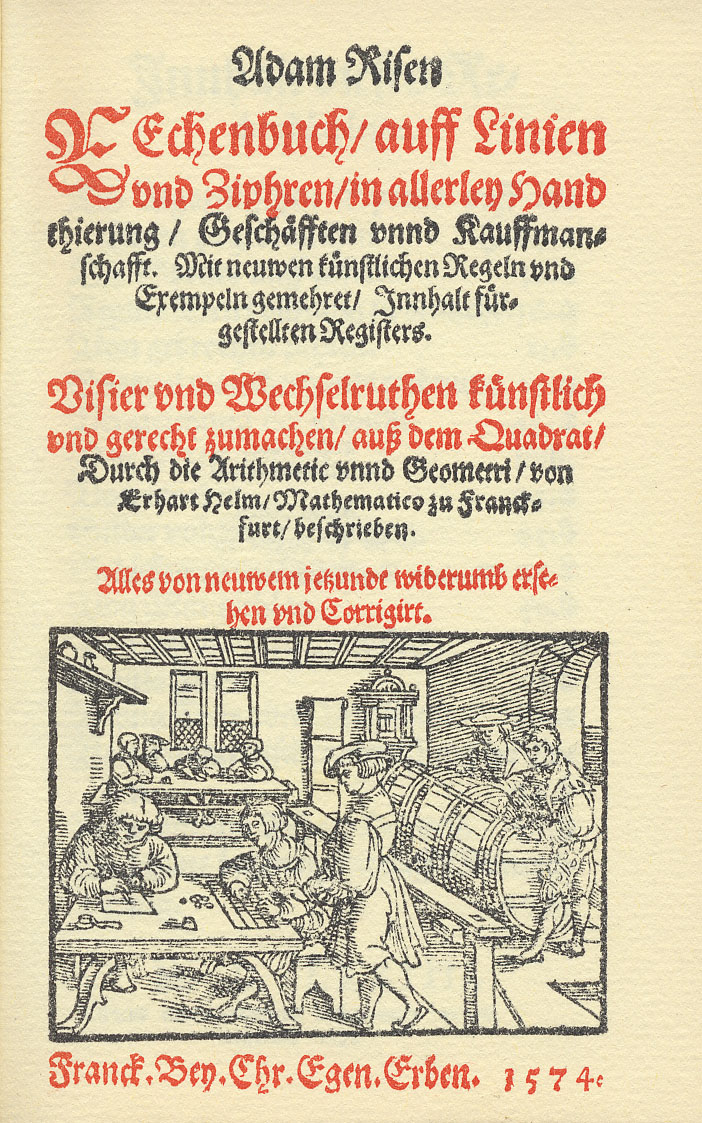
Livre de calcul, 2. Dépenses (Adam Riese, 1522).
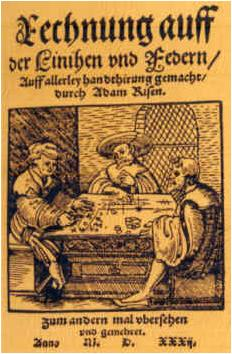
Rechnung auff der Linihen und Federn…, Adam Riese, 1525.
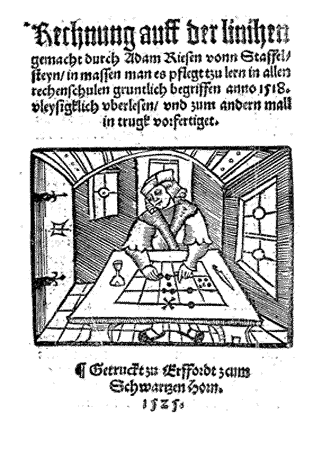
Page de titre du deuxième livre d'Adam Riese.
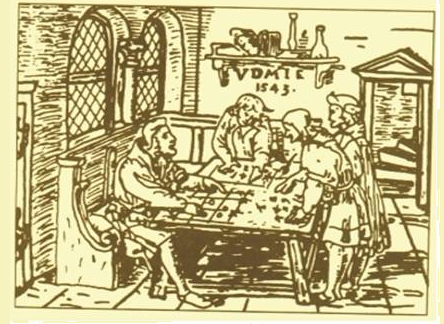
Illustration de The ground of artes (1545) du mathématicien gallois Robert Recorde (1510-1558).
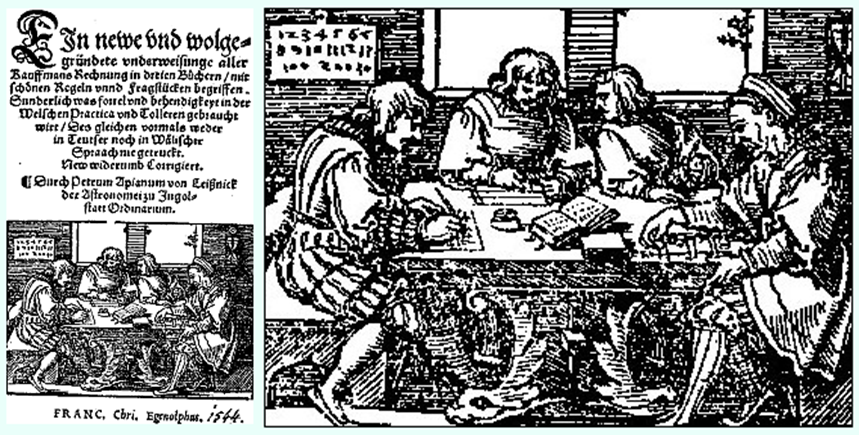
Peter Apian, 1544.
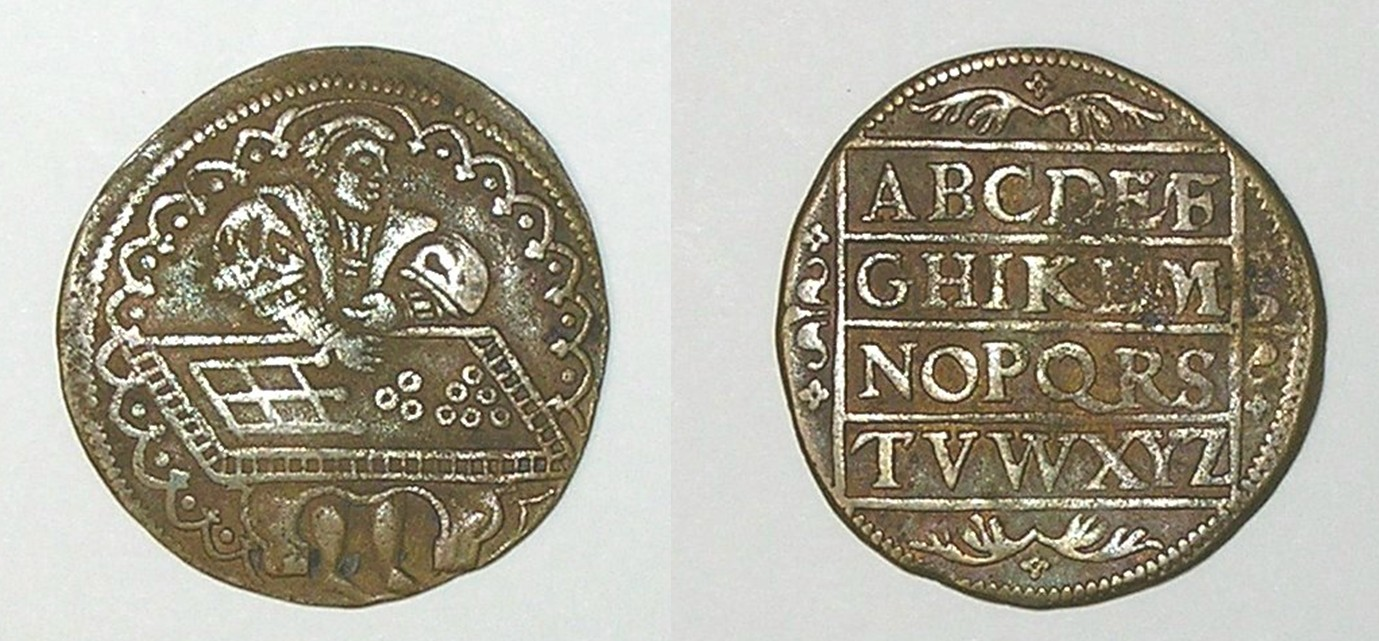
Exemple de pièce d'abaque en métal, recto verso.